# Distretto di Pho Chai
Il distretto di Pho Chai (in thailandese: โพธิ์ชัย) è un distretto (amphoe) della Thailandia, situato nella provincia di Roi Et.